# Infinite (Band)
Infinite (koreanisch 인피니트; stilisiert als INFINITE) ist eine südkoreanische Boygroup der zweiten K-Pop-Generation, die 2010 von Woollim Entertainment gegründet wurde. Im Mai 2023 wurde die Infinite Company ausschließlich als Agentur für die Boygroup gegründet. Ursprünglich eine siebenköpfige Gruppe, verließ Hoya im August 2017 die Gruppe. Infinite besteht aus sechs Mitgliedern: Sungkyu, Dongwoo, Woohyun, Sungyeol, L und Sungjong. Die Boygroup debütierte am 9. Juni 2010 mit dem Mini-Album First Invasion. Der offizielle Fanclub-Name lautet Inspirit.

## Geschichte

### Pre-Debüt
Vor ihrem offiziellen Debüt nahmen sie an einer eigenen Reality-Show teil, die auf dem südkoreanischen Fernsehsender Mnet ausgestrahlt wurde. Der Name dieser Show lautete „You Are My Oppa“ (kor: 당신은 나의 오빠). Des Weiteren spielten L, Sungkyu, Woohyun, Sungyeol und Sungjong in Epik High's Musikvideo „Run“ mit.

### 2010: Debüt
Infinite debütierte am 9. Juni mit dem Mini-Album First Invasion und dem Titelsong Come Back Again in der CGV Art Hall des Times Square in Seoul. Das Album erreichte Platz 10 der südkoreanischen Charts.

### 2011: Be mine und Paradise
Ihr erstes Studioalbum Over The Top wurde am 21. Juli veröffentlicht. Mit dem Titelsong dieses Albums Be Mine gewannen sie zum ersten Mal bei der Musikshow „M! Countdown“, sogar zweimal hintereinander. Direkt anknüpfend an den Erfolg von Be mine veröffentlichten sie Over The Top als sogenanntes repackaged Album mit dem neuen Titelsong Paradise und gewannen ein zweites Mal bei „M! Countdown“.

### 2017: Hoya’s Austritt
Am 30. August gab Woollim Entertainment bekannt, dass Hoya seinen Vertrag mit dem Label nicht verlängert hat und dadurch sein Ausstieg aus der Gruppe besiegelt sei.

### 2018: Top Seed und Militär
Nach mehr als einem Jahr ohne neue Veröffentlichungen von Infinite erschien am 8. Januar das neue Album Top Seed mit dem Titelsong Tell me. Am 14. Mai begann Infinite’s Leader Kim Sungkyu als erster aus der Gruppe seinen Militärdienst.

## Mitglieder
| Name                 | Geburtsname          | Geburtstag (Alter)     | Geburtsort  | Position                    |
| -------------------- | -------------------- | ---------------------- | ----------- | --------------------------- |
| Sungkyu 성규         | Kim Sung-kyu 김성규  | 28. April 1989 (36)    | Jeonju      | Team leader Main Vocal      |
| Dongwoo 동우         | Jang Dong-woo 장동우 | 22. November 1990 (34) | Gyeonggi    | Vocal, Main Dance, Main Rap |
| Woohyun 우현         | Nam Woo-hyun 남우현  | 8. Februar 1991 (34)   | Chungcheong | Main Vocal, Lead Dance      |
| Sungyeol 성열        | Lee Sung-yeol 이성열 | 27. August 1991 (33)   | Yongin      | Vocal, Lead Rap             |
| L 엘                 | Kim Myung-soo 김명수 | 13. März 1992 (33)     | Seoul       | Vocal                       |
| Sungjong 성종        | Lee Sung-jong 이성종 | 3. September 1993 (31) | Seoul       | Vocal                       |
| Ehemalige Mitglieder |                      |                        |             |                             |
| Hoya 호야            | Lee Ho-dong a 이호동 | 22. Januar 1995 (30)   | Busan       | Vocal, Main Dance, Lead Rap |

## Diskografie
Studioalben

| Jahr                 | Titel Musiklabel                                  | Höchstplatzierung, Gesamtwochen, AuszeichnungChartplatzierungen (Jahr, Titel, Musiklabel, Platzierungen, Wochen, Auszeichnungen, Anmerkungen) | Höchstplatzierung, Gesamtwochen, AuszeichnungChartplatzierungen (Jahr, Titel, Musiklabel, Platzierungen, Wochen, Auszeichnungen, Anmerkungen) | Anmerkungen                                                                                             |
| Jahr                 | Titel Musiklabel                                  | KR | JP | Anmerkungen                                                                                             |
| -------------------- | ------------------------------------------------- | --- | --- | --- |
| Südkoreanische Alben |                                                   | | | |
|                      |                                                   | | | |
| 2011                 | Over the Top CJ E&M                               | KR2 (19 Wo.)KR | — | Erstveröffentlichung: 21. Juli 2011 Verkäufe KR: + 57.111                                               |
| 2011                 | Paradise Woollim Entertainment                    | KR1 (157 Wo.)KR | — | Erstveröffentlichung: 26. September 2011 Verkäufe KR: + 129.040 Wiederveröffentlichung von Over the Top |
| 2014                 | Season 2 Woollim Entertainment                    | KR1 (7 Wo.)KR | — | Erstveröffentlichung: 21. Mai 2014 Verkäufe KR: + 158.926, JP: + 10.200                                 |
| 2014                 | Be Back Woollim Entertainment, LOEN Entertainment | KR1 (35 Wo.)KR | — | Erstveröffentlichung: 21. Mai 2014 Verkäufe KR: + 94.296 Wiederveröffentlichung von Season 2            |
| 2018                 | Top Seed Woollim Entertainment                    | KR1 (5 Wo.)KR | — | Erstveröffentlichung: 8. Januar 2018 Verkäufe KR: + 81.703, JP: + 3.346                                 |
| Japanische Alben     |                                                   | | | |
|                      |                                                   | | | |
| 2013                 | Koi ni Ochiru Toki Universal D                    | — | JP1 (7 Wo.)JP | Erstveröffentlichung: 5. Juni 2013 Verkäufe JP: + 76.530                                                |
| 2015                 | For You Delicious Deli Records                    | — | JP3 (5 Wo.)JP | Erstveröffentlichung: 16. Dezember 2015 Verkäufe JP: + 26.851                                           |
| 2017                 | Air Delicious Deli Records                        | — | JP6 (3 Wo.)JP | Erstveröffentlichung: 24. Mai 2017 Verkäufe JP: + 22.528                                                |